# Димитър Калевски
Димитър (Димо, Диме, Димче) П. Калевски е български революционер, деец на Вътрешната македоно-одринска революционна организация.

## Биография
Димитър Калевски е роден в 1878 година в село Вранещица, тогава в Османската империя. Влиза във ВМОРО. Става ръководител на революционния комитет във Вранещица и член на Кичевския околийски комитет в 1905 година. В 1906 година е районен началник на Долна Копачка.
Умира в София в 1958 година.